# روبرت جي. بيكار
روبرت جي. بيكار (بالإنجليزية: Robert G. Picard)‏ هو كاتب أمريكي، ولد في 1951.